# London Stone

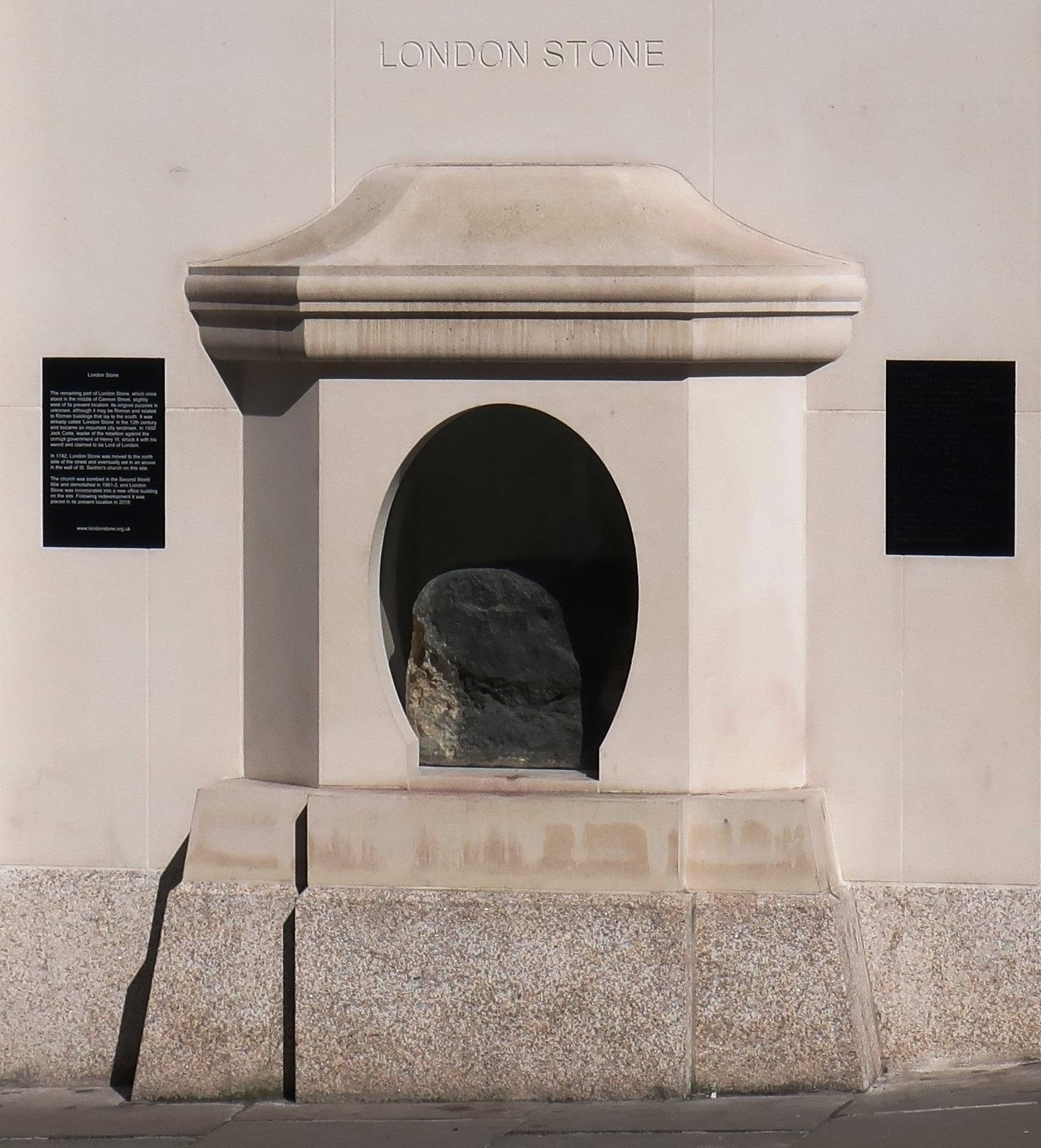
Der London Stone im Jahr 2020

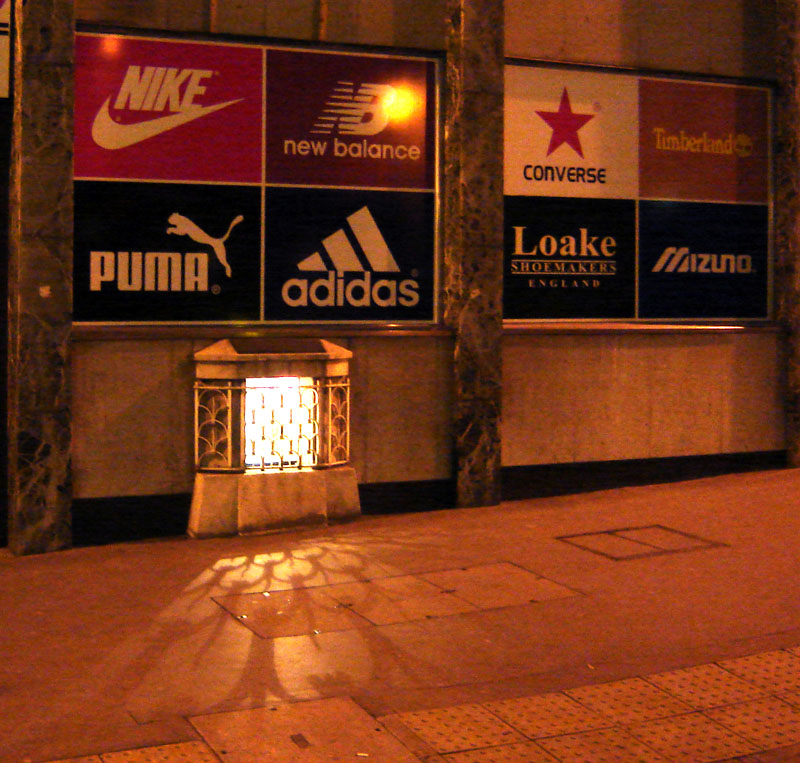
Der London Stone im Jahr 2005 in der Wand des Geschäftsgebäudes

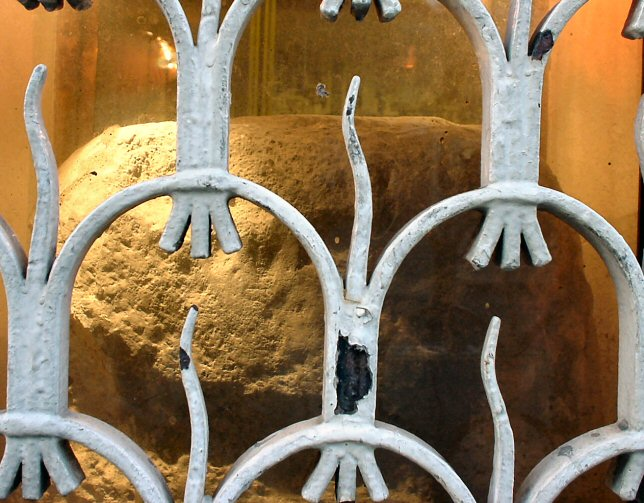
Nahaufnahme

Der London Stone ist ein Stein im Zentrum von London, der Teil mehrerer Legenden ist. Eine davon besagt, dass London untergehen wird, sollte der Stein, ein Kalksteinfragment, jemals zerstört oder aus der Stadt entfernt werden. Sein traditioneller Standort ist am Haus 111 Cannon Street in der City of London, gegenüber dem Bahnhof Cannon Street. Zwischen 2016 und 2018 befand er sich aufgrund von Bauarbeiten vorübergehend im Museum of London.

## Geschichte
Laut der mythologischen Chronik Historia Regum Britanniae von Geoffrey of Monmouth soll der aus Troja stammende Brutus von Britannien der Stadtgründer sein. Er ließ einen Tempel zu Ehren der Göttin Diana errichten; der London Stone diente angeblich als Altarstein. Einer anderen Legende zufolge ist der London Stone der letzte Überrest eines Steinkreises auf dem Ludgate-Hügel, wo heute die St Paul’s Cathedral steht.
Die am realistischsten erscheinende Theorie zur Herkunft des Steines ist jene, dass die Römer um das Jahr 50 n. Chr. herum den Stein aufstellten, um ihn in der neu gegründeten Stadt Londinium als zentralen Markierungspunkt zu verwenden. Von dort aus sollen alle Entfernungen in Großbritannien vermessen worden sein.
Im 10. Jahrhundert wurde der London Stone erstmals schriftlich erwähnt, in einem Grundstücksverzeichnis aus der Zeit der Herrschaft von König Æthelstan. Darin ist mehrmals die Standortbeschreibung „in der Nähe von London Stone“ zu finden. Auf einer Landkarte aus dem Jahr 1198 erscheint der Londenstane. Henry Fitzailwyn, der erste Lord Mayor, nannte sich de Londonestone. Im Mittelalter wurden am London Stone Verträge abgeschlossen, Eide geschworen und offizielle Erlasse bekanntgegeben.
Jack Cade, Anführer eines Aufstands gegen König Heinrich VI., überfiel im Jahr 1450 die Stadt mit einer Rebellenarmee. Er begab sich zum London Stone und hieb mit seinem Schwert darauf. Mit dieser symbolischen Geste erklärte er sich zum Herrscher über London. William Shakespeare beschrieb diese Szene im zweiten Teil seines Dramas Heinrich VI.
Im Jahr 1742 beschlossen die Stadtbehörden, die Cannon Street zu verbreitern, um den immer zahlreicher werdenden Fuhrwerken mehr Platz zu bieten. Der Stein wurde auf die Nordseite der Straße gebracht und an der Wand der von Christopher Wren erbauten Kirche St Swithin platziert. 1798 wollte die Pfarrgemeinde den Stein entfernen lassen, da er ein Hindernis war. Nach Protesten wurde der Stein wieder zur Kirche gebracht. Nun stand er aber nicht mehr im Freien, sondern war in der Südwand der Kirche eingemauert.
1941 wurde die Kirche während des Zweiten Weltkriegs bei Luftangriffen der deutschen Luftwaffe vollständig zerstört, der Stein aber blieb unversehrt. Anstelle der Kirche entstand 1960 ein modernes Büro- und Geschäftshaus, in dessen Südwand der London Stone seither in einem unscheinbaren Glaskasten hinter einem Ziergitter aufbewahrt wurde. Im Mai 2016 wurde der Stein vorübergehend ins Museum of London gebracht, da das Geschäftshaus abgerissen wurde. Nach der Errichtung eines Neubaus ist er wieder an seinen alten Standort zurückgekehrt, allerdings auf einen speziellen Sockel, auf dem er besser zur Geltung kommen soll als bisher.